# Beverly Hills Cop
Beverly Hills Cop is een Amerikaanse actie/komediefilm uit 1984, met in de hoofdrol Eddie Murphy als agent Axel Foley. De film betekende de definitieve internationale doorbraak voor Murphy als acteur en werd bekroond met een People's Choice Award. Beverly Hills Cop was de best verkopende film van het 1984 en gecompenseerd voor inflatie is het een van de best verkopende films aller tijden. Er volgden nog drie films in de Beverly Hills Cop-filmserie: Beverly Hills Cop II (1987), Beverly Hills Cop III (1994) en Beverly Hills Cop: Axel F (2024). De titelsong Axel F won een Grammy Award.

## Achtergrond
Het idee van een politieagent die in de achterbuurten werkt en opeens in het chique Beverly Hills aan de slag gaat werd bedacht door filmproducent Don Simpson. Hij had het idee al in 1977 geopperd. Danilo Bach schreef hier een script voor maar men vond het onder de maat. Daniel Petrie, Jr. werd erbij betrokken en hij maakte er een humoristisch verhaal van. Hij kwam ook met het idee om de hoofdpersoon uit Detroit te laten komen. Het script werd door Jerry Bruckheimer en Don Simpson voorgelegd aan Paramount Pictures maar die zagen het niet zitten. Echter toen Flashdance, ook geproduceerd door Bruckheimer en Don Simpson, in 1983 een groot succes bleek te zijn gaf Paramount toch groen licht.
Er werden meerdere acteurs voorzien voor de hoofdrol waaronder Mickey Rourke. Een grote kanshebber was Sylvester Stallone. Hij was echter niet tevreden over het hoge komediegehalte van het script en stelde aanpassingen voor waardoor het verhaal grimmiger werd en meer actie zou bevatten. Het karakter 'Billy' Rosewood zou halverwege de film vermoord worden. Stallone kreeg zijn zin niet. Hij zou zijn ideeën verder uitwerken en zo de film Cobra gaan maken.
Eddie Murphy bleek de juiste kandidaat met een goede balans tussen charisma, humor en verantwoordelijkheid. Hoofdrolspelers Murphy, John Ashton en Judge Reinhold improviseerden een groot gedeelte van hun tekst. De filmploeg barstte dan ook regelmatig in lachen uit door hun optreden en in sommige scènes is dit nog terug te vinden. Zo kun je John Ashton en Judge Reinhold in sommige serieuze scènes zien lachen.
De film won een People's Choice Award voor Favoriete Film, werd genomineerd voor een Academy Award voor Beste Script en werd genomineerd voor een Golden Globe-award voor Beste Komedie- of Musicalfilm. Met een wereldwijde opbrengst van ruim 316 miljoen dollar was het een van de succesvolste films van 1984. Negentien jaar lang was het de succesvolste film van producent Jerry Bruckheimer, tot in 2003 Pirates of the Caribbean: The Curse of the Black Pearl uitkwam.

## Verhaal

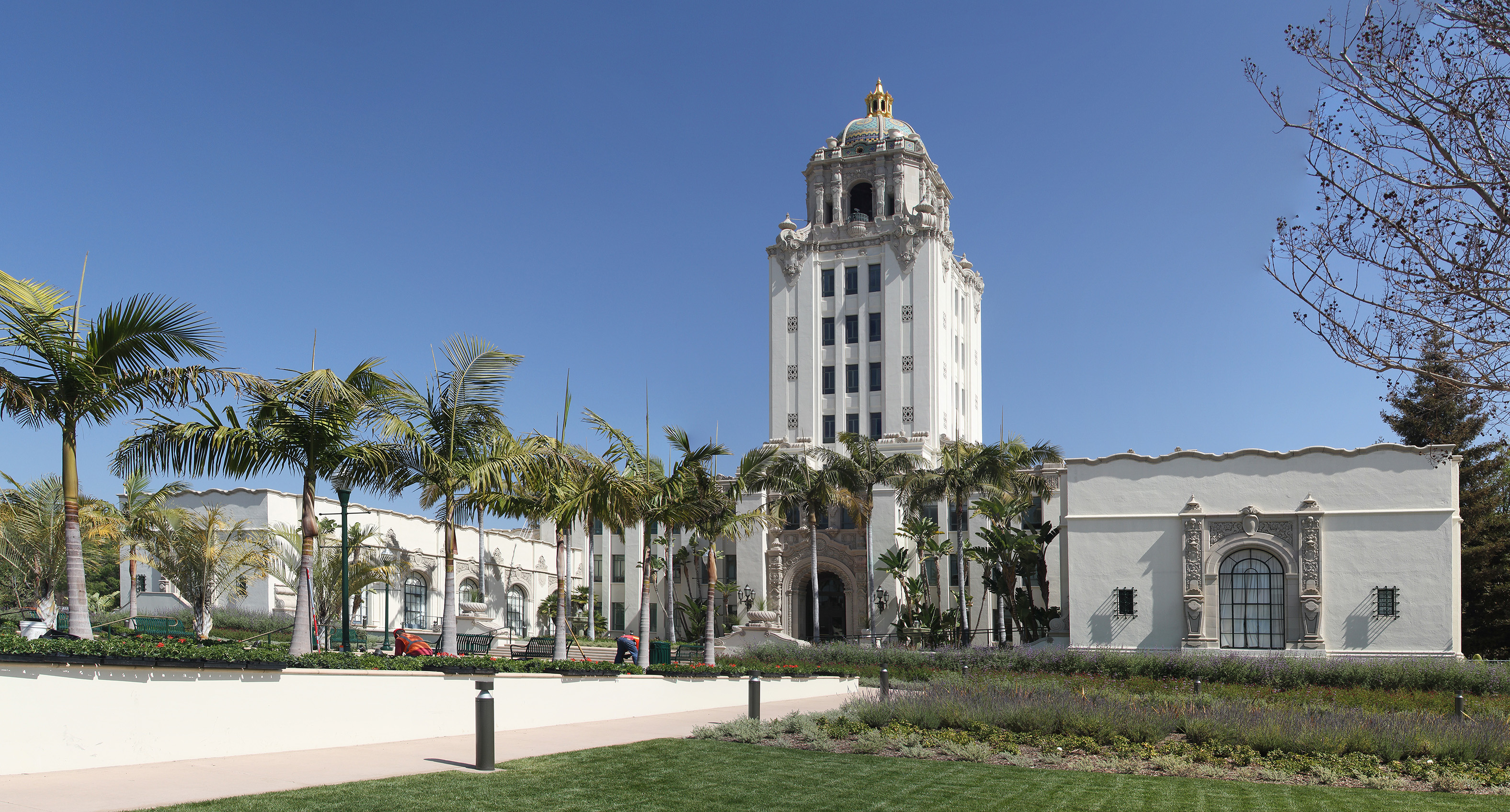
Het stadhuis van Beverly Hills diende als politiebureau in de film.

De roekeloze maar talentvolle politieagent Axel Foley uit Detroit heeft bezoek van zijn goede jeugdvriend Mikey Tandino uit Beverly Hills. Na samen uit te zijn geweest wordt Axel neergeslagen en Mikey vermoord. Axel vermoedt dat dit gebeurd is doordat Mikey obligaties gestolen heeft. Omdat Axel en Mikey als jongeren een auto gestolen hadden en Mikey daarvoor in de gevangenis heeft gezeten zonder Axel te verraden voelt Axel de plicht om de moord te onderzoeken in Beverly Hills.
Eenmaal aangekomen in Beverly Hills ontmoet hij hun gezamenlijke vriendin Jenny. Hij komt erachter dat Mikey voor een kunsthandelaar Victor Maitland werkte. Hij gaat met een smoesje naar zijn kantoor om hem te bevragen maar wordt dwars door het raam gesmeten en opgepakt door de politie vanwege ordeverstoring. Op het bureau komt men erachter wie Axel is en waarom hij in de stad is. Om onrust te voorkomen worden de rechercheurs John en Billy aangewezen om Axel in de gaten te houden. Axel is ze te slim af wat de band uiteraard niet verbetert maar als Axel de twee uitnodigt om in een stripbar iets te drinken en ze samen vervolgens een overval verijdelen beginnen ze elkaar te waarderen.
Met een babbeltruc komt Axel binnen in een magazijn van Maitland waar koffie opgeslagen wordt. Hij komt erachter dat Maitlands koffiehandel een dekmantel voor drugshandel is. Axel zoekt Maitland op in een dure country club waar Axel en Zack, de lijfwacht van Maitland, met elkaar vechten. Axel wordt wederom opgepakt en nu moet Billy hem de stad uit begeleiden. Axel overtuigt hem om Jenny op te halen en samen naar een pakhuis van Maitland te gaan waar net een lading koffie is binnengebracht. Billy blijft buiten wachten terwijl Jenny en Axel naar binnen gaan. Binnen worden ze overrompeld door Maitland en zijn handlangers. Jenny wordt meegnomen en Axel blijft achter om vermoord te worden. Zack vertelt dat hij ervan genoten heeft om Mikey te vermoorden waarna hij met Maitland meegaat. Billy komt het gebouw binnen en weet Axel te redden.
Samen met John gaan Billy en Axel naar de villa van Maitland om Jenny te redden. Ze gaan, zonder om versterking of een huiszoekingsbevel te vragen, de tuin in. Hier volgt een schietpartij en de politie komt erop af. Ook de baas van de politie, Bogomil, komt erop af. Maitland probeert Jenny als gijzelaar te gebruiken maar wordt doodgeschoten door Bogomil en Axel. Nu moet er nog een verklaring worden gezocht voor alles dat er gebeurd is. Axel verzint een verhaal waarmee John en Billy er mee weg komen. De smoes wordt door iedereen aangenomen dus John, Billy en zelfs Bogomil hebben eindelijk geleerd om tegen hun baas in te gaan en af en toe de regels aan hun laars te lappen. Axel vraagt of Bogomil ook een smoes voor Axel wil doorgeven aan zijn baas in Detroit. Dat wil deze eerst niet maar hij gaat door de knieën nadat Axel zegt dat hij zich anders als privédetective in Beverly Hills zal vestigen.

## Muziek
Het soundtrackalbum werd uitgebracht door MCA Records. De titeltune van de film, Axel F van Harold Faltermeyer, werd zeer bekend en won tevens een Grammy Award voor beste muziek voor een film of televisiespecial. Ook The Heat Is On van Glenn Frey en Neutron Dance van The Pointer Sisters waren een groot succes dankzij de film.

## Rolverdeling
| Acteur           | Personage                            |
| ---------------- | ------------------------------------ |
| Eddie Murphy     | Rechercheur Axel Foley               |
| Judge Reinhold   | Rechercheur William 'Billy' Rosewood |
| John Ashton      | Rechercheur Sgt. John Taggart        |
| Lisa Eilbacher   | Jeannette 'Jenny' Summers            |
| Ronny Cox        | Inspecteur Andrew Bogomil            |
| Paul Reiser      | Jeffrey                              |
| Steven Berkoff   | Victor Maitland                      |
| Jonathan Banks   | Zack                                 |
| Bronson Pinchot  | Serge                                |
| Gilbert R. Hill  | Inspecteur Todd                      |
| James Russo      | Mikey Tandino                        |
| Michael Champion | Casey                                |
| Stephen Elliott  | Commissaris Hubbard                  |
| Art Kimbro       | Rechercheur Foster                   |
| Joel Bailey      | Rechercheur McCabe                   |

## Trivia
- Zoals hierboven benoemd heeft Sylvester Stallone de film Cobra gemaakt, een grimmige actiefilm geïnspireerd op Beverly Hills Cop. In Beverly Hills Cop II kijkt de hoofdpersoon Axel Foley opeens naar een poster van Cobra.[1] In Beverly Hills Cop III wordt het luxewapen Annihilator 2000 voorgesteld, waarvan Jackie Stallone er 10 gekocht heeft.
- Inspecteur Todd van de politie uit Detroit werd gespeeld door de destijds ook in het echt bij de politie actieve Gilbert R. Hill.
- Het was de eerste film die in meer dan 2.000 Amerikaanse bioscopen werd gedraaid.
- David Cronenberg werd gevraagd om de film te regisseren maar hij weigerde.
- Regisseur Martin Brest heeft een cameo als hotelmedewerker aan het einde van de film.

## Vervolgen
De film kreeg drie vervolgen. In 1987 kwam Beverly Hills Cop II uit, in 1994 Beverly Hills Cop III en in 2024 Beverly Hills Cop: Axel F. Tevens werden twee computerspellen uitgebracht, een in 1990 en een in 2006. In 2013 werd een pilot voor een televisieserie gemaakt over de volwassen zoon van Axel Foley maar deze bleek geen succes.